# عنکبوت‌های گردباف طلایی
عنکبوت‌های گردباف طلایی (نام علمی: Nephilidae) نام یک تیره از infraorder تارتنک‌ریختان است.